# Héctor Ferrari

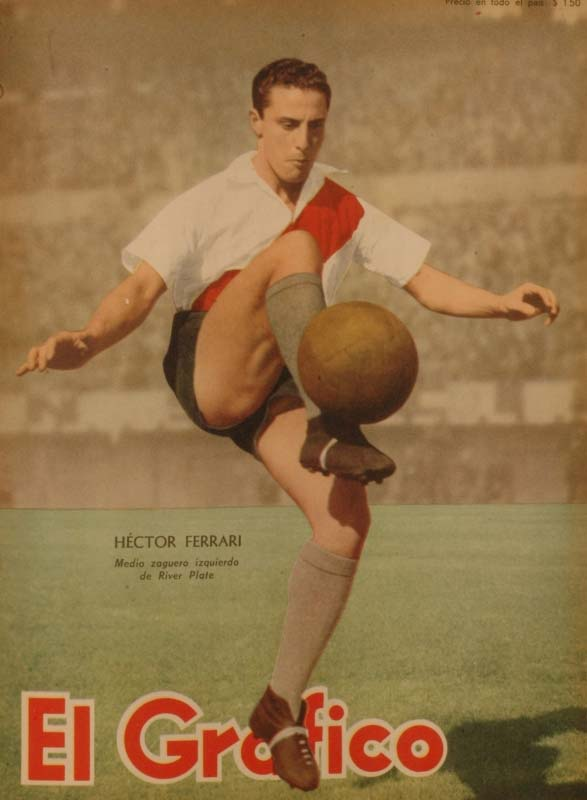
Héctor Ferrari

Héctor Ferrari ist ein ehemaliger argentinischer Fußballspieler, der sowohl im defensiven Mittelfeld als auch in der Verteidigung agierte.

## Laufbahn
Ferrari stand von 1944 bis mindestens 1952 beim CA River Plate unter Vertrag, mit dem er dreimal (1945, 1947 und 1952) die argentinische Fußballmeisterschaft gewann.
1953 wechselte er nach Mexiko, wo er bis 1959 für den Club América spielte, mit dem er zweimal (1954 und 1955) den mexikanischen Pokalwettbewerb gewann. Seine letzte Saison 1959/60 verbrachte er bei Américas Stadtrivalen Necaxa, mit dem er in derselben Spielzeit zum Abschluss seiner 16-jährigen Fußballerlaufbahn ein weiteres Mal den mexikanischen Pokalwettbewerb gewann.

## Erfolge
- Argentinischer Meister: 1945, 1947, 1952
- Mexikanischer Pokalsieger: 1954, 1955, 1960